# Super Bomberman 5
Super Bomberman 5 (スーパーボンバーマン5) est un jeu vidéo d'action et de labyrinthe développé et édité par Hudson Soft en 1997 sur Super Nintendo, exclusivement au Japon. Il s'agit du 5e opus de la série Super Bomberman.

## Accueil
- Jeuxvideo.com : 18/20[1]